# Babati Ferenc (röplabdázó)
Babati Ferenc (Budapest, 1952. április 26. – 2022. december 24.) válogatott magyar röplabdázó, játékvezető.

## Pályafutása
Babati Ferenc és Németh Veronika gyermekeként született. 1970-ben a Jedlik Ányos Gimnáziumban érettségizett, 1981-ben a budapesti Kereskedelmi és Vendéglátóipari Szakközépiskolában vendéglátói végzettséget szerzett
1966 és 1982 között a Csepel SC röplabdázója volt. Nevelőedzője Patay D. Zsigmond volt. Edzői: Németh Zoltán (1970–1972) és Prouza Ottó (1972–1981) voltak. A Csepellel öt magyar bajnoki címet és tíz kupagyőzelmet ért el. Tagja volt az 1972–73-as idényben a Kupagyőztesek Európa-kupájában második helyezést elérő csapatnak.
1974 és 1979 között 17 alkalommal szerepel a magyar válogatottban. Részt vett az 1978-as olaszországi világbajnokságon, ahol 14. helyezést ért el a csapattal.
Az aktív játék befejezése után röplabda-játékvezetői vizsgát tett. 1992-től nemzetközi játékvezető volt.

## Sikerei, díjai
Csepel SC
- Magyar bajnokság
  - bajnok (7): 1973, 1974, 1976, 1977, 1978, 1979, 1981–82
  - 2. (5): 1971, 1972, 1975, 1980, 1981
- Magyar kupa (MNK)
  - győztes (10): 1971, 1972, 1974, 1976, 1977, 1978, 1979, 1980, 1981, 1981–82
  - 3.: 1973,
  - 4.: 1975,
- Kupagyőztesek Európa-kupája (KEK)
  - 2.: 1972–73